# لايسي فون إيريش
لايسي فون إيريش (بالإنجليزية: Lacey Von Erich)‏ واسمها الحقيقي لايسي داون أدكسون (بالإنجليزية: Lacey Dawn Adkisson)‏ هي مصارعة محترفة أمريكية معتزلة ولدت في يوم 17 يوليو 1986 في مدينة دالاس في الولايات المتحدة، لايسي هي ابنة المصارع كيري فون إيريش وحفيدة فريتز فون إيريش، بدأت الاحتراف في سنة 2007 واعتزلت في سنة 2010 وقد عرفت بعروضها في التي إن أي.

## روابط خارجية
- لايسي فون إيريش على موقع IMDb (الإنجليزية)
- لايسي فون إيريش على موقع قاعدة بيانات الفيلم (الإنجليزية)
- لايسي فون إيريش على موقع WrestlingData.com (الإنجليزية)
- لايسي فون إيريش على موقع CageMatch worker (الإنجليزية)
- لايسي فون إيريش على موقع قاعدة بيانات المصارعة على الإنترنت (الإنجليزية)
- لايسي فون إيريش على موقع عالم المصارعة على الإنترنت (الإنجليزية)
- لايسي فون إيريش على موقع عالم المصارعة على الإنترنت (الإنجليزية)